# クエッタ・シューラ
クエッタ・シューラまたは指導評議会（ラフバリ・シューラ）は、2002年5月に結成されたアフガニスタンのターリバーン指導者の組織で、パキスタン・バローチスターン州クエッタ市に拠点を置いていた。シューラは、2001年後半にアフガニスタン・イスラム首長国（第1次ターリバーン政権）が崩壊し、上級指導者がパキスタンに逃亡した後に結成された。

## 歴史と発展
2001年にアメリカがアフガニスタンに侵攻し、ターリバーン政権が崩壊した後、2002年5月に政府の役職に就いていた10人の男が指導者評議会（ラフバリシューラ）を結成した。彼らは、アフガニスタン南部出身のベテラン上級指揮官（エリート）8人、パクティーカー州出身1人、パクティヤー州出身1人で構成されていた。その後、シューラは2003年3月に33人に増員され、2006年10月には13人の中核メンバーと多数の顧問で構成される諮問委員会（majlis al-shura）が結成された。

## 連合軍による告発

### アフガニスタンでの反乱の指揮
スタンリー・マクリスタル元米陸軍大将によると、クエッタ・シューラはアフガニスタンのターリバーンの反乱を指揮していたという。2009年のオバマ大統領への報告の中で、彼はこの組織が自軍にとって最大の脅威であると述べた。彼は「アフガニスタンの反乱は明らかにパキスタンからの支援を受けている。クエッタシューラは毎年冬に正式な作戦検討会を実施し、その後オマルは翌年の彼の指導と意図を発表する」と述べている。アメリカはドローン攻撃をバロチスタンにまで広げようとしていた。
2009年9月、アン・W・パターソン駐パキスタン米国大使は「過去には、アルカーイダが我々にとって脅威であったため、同組織に焦点を当てており、パキスタンには米軍がいなかったのでクエッタ・シューラは我々にとってはそれほど重要ではなかった。しかし、今では国境を越えて米軍が駐留しており、クエッタ・シューラはワシントンのリストの上位にある」と述べている。

### ペルシャ湾地域からの資金提供
ターリバーンの指導者達は、ペルシャ湾の裕福なドナーとアフガニスタン南部での直接活動から資金を調達している。元アフガニスタン米軍司令官のデイビッド・バルノによると、「クエッタ・シューラは非常に重要であり、彼らはターリバーン反乱の知的・イデオロギー的基盤となっている」と語った。

### パキスタンの諜報機関からの支援
アメリカの当局者は、パキスタンの軍統合情報局（ISI）の一部幹部がターリバーンが米軍の撤退後に権力を掌握した場合はオマルのような指導者が貴重な資産になると考えていることから、クエッタシューラがISIの一部からの支援を受けていると考えている。バローチスターン州北部ゾーブ出身のAbdul Rahim Mandokhel元老院議員は「アフガニスタンでの戦争は、すべてここから始まっている」と語っている。彼はパキスタンの諜報機関が「二重の」政策を行っていると非難し、「1つ明らかなことは、この地域が越境犯罪に使われていることだ」と述べた。
ロンドン・スクール・オブ・エコノミクス（LSE）の報告書は、ISIがこれまで考えられていたよりもはるかに大きな規模でターリバーン反乱軍に資金、訓練、聖域を提供しているという最も具体的な証拠が示されたという。報告書の著者であるマット・ウォルドマンは、アフガニスタンのターリバーンの現場指揮官9人に話を聞き、パキスタンと反政府勢力との関係は、これまで考えられていたよりもはるかに深いと結論づけた。インタビューイーの中には、ISIがターリバーンの最高評議会のクエッタ・シューラの会合にも出席したと示唆する者もいた。パキスタン軍の広報担当者は、この報告書を「悪意のあるもの」と述べて否定した。

## パキスタンの対応

### 声明
アメリカと西側の当局者は、パキスタンがクエッタにターリバーンの上級指導者がいることを無視し、この状況にほとんど対処しなかったと長い間不満を表明してきた。パキスタン当局は同国にそのような組織は存在しないと否定した。しかし、米国当局の声明は米国がクエッタにドローン攻撃を仕掛けるのではないかという懸念につながっている。バローチスターン国民党のジェハン・ゼブ・ジャマルディーニ上級副総統は、オマルと彼の第2層および第3層の指導部はクエッタ周辺におり、米国の標的になるだろうと述べたと報じられた。パキスタンのイムラン・カーン首相は、パキスタンにクエッタ・シューラがいるという疑惑を否定し、我々の敵による根拠のない主張にすぎないと述べた。彼は、パキスタンはターリバーンの広報担当者ではないと付け加え、質問がある場合はターリバーンに直接尋ねるように求めた。

### 認知
2009年12月、パキスタン政府は初めてクエッタシューラの存在を認めた。パキスタン国防相のAhmad Mukhtarは、クエッタ・シューラの存在を認めたが、治安部隊がそれをもはや脅威とならない程度に破壊したと述べた。
2012年11月23日、パキスタンが9人のターリバーン上級指導者を釈放したとき、コメンテーターのAli K. Chrishtiは、クエッタ・シューラの存在を初めて認めたとするパキスタン政府の声明を紹介した。

### 逮捕
2010年2月、クエッタ・シューラのメンバー数名がパキスタン国内の様々な場所で拘束され、パキスタンの政策に変化があった可能性が取りざたされた。シューラを仕切っていたターリバーンの最高指揮官のアブドゥル・ガニ・バラダルは、ISIと中央情報局の共同作戦により、カラチで拘束された。彼は、ここ数カ月の間にこの都市に移ってきた他のシューラの指導者たちとの会合の為にカラチに行ったと伝えられている。その数日後、クエッタ・シューラのメンバーであるアブドゥル・カビールと、ターリバーンのザーブル州の影の知事であるモハンマド・ユニスの2人がパキスタン情報局に拘束された。彼らは、パキスタンで罪を犯していなければ、カーブルに引き渡される予定である。
パキスタンがシューラの主要指導者に対して拘束に動いた理由については、アナリストの間でも意見が分かれた。パキスタンがターリバーンとアフガン政府との交渉をコントロールしたいと考えたのだとの意見が多かったが、ニューズ・インターナショナルによると、パキスタン政府は政策を大きく転換し、シューラを支持しないことを決定し、2週間のうちに主要メンバー18人のうち9人を逮捕したという。この政策転換は米国からの圧力やサウジアラビア王室からの要請を受けて行われた。

## 交渉における連立の取り組み
2009年11月には、英国がアフガニスタン政府とシューラの間での話し合いを推し進めていると報じられた。リチャード・バロンズ少将は、反政府勢力の戦闘員を市民生活に復帰させることと並んで、アフガニスタンのターリバーン指導者会議（クエッタ・シューラ）の幹部との交渉が検討されていると語った。ターリバーン戦闘員との「穏健な」交渉を開始するためにアフガニスタンに到着してから初めてのインタビューで、バロンズは、英国政府はカルザイ政権と、ヘルマンド州での英国軍に対する戦闘の多くを指揮するオマルをトップとするクエッタ・シューラとの間の広範な交渉を支持していると語った。
2010年1月初旬、クエッタ・シューラの一部の司令官は、和平条件について話し合う秘密裏の予備交渉をカイ・エイデと行っていたということが同月末にロンドンで開催されたアフガニスタンに関する国際会議で明らかになった。シューラは国連特使との会談を求め、2010年1月8日にドバイで会談が実現した。国連特使とターリバーン幹部とされる人物との間でこのような会談が行われたのは初めてであり、2009年にサウジアラビアで行われたカーブル政府の使節とターリバーンとの間の予備的接触が決裂して以降で和平交渉が再開されたことを示唆している。ドバイの会合に参加した派閥がどれほど重要なものであるか、また、彼らがどのくらい本気であるかは明らかではなかった。西側諸国の政府関係者は、和解の見通しをめぐってターリバーンで内部分裂の兆候があることを認めた。ターリバーン関係者は、そのような会合があったことを否定し、根拠のない噂だと切り捨てた。

## リーダー
ターリバーンのクエッタ・シューラは、アフガニスタンのターリバーンの主要な指導部である。
2019年8月、ターリバーンの主な集会場となっていたクエッタ郊外にあるモスク「Khair Ul Madarais」で、ターリバーンの首長ハイバトゥラー・アクンザダの兄弟Hafiz Ahmadullahを始めとする一部のターリバーン指導者が爆弾の爆発により死亡した。 
2020年5月29日、クエッタ・シューラの多数のメンバーが新型コロナウイルスに感染した後、現在オマルの息子ムハンマド・ヤクーブがターリバーンの暫定指導者として行動していたことが報じられた。2020年5月7日に、ヤクーブがターリバーン軍事委員会のトップに就任し、彼が武装勢力の軍トップになったことが以前に確認された。対面会談を続けて新型コロナに感染したクエッタ・シューラのメンバーには、ハイバトゥラーとシラジュッディーン・ハッカーニがいる。

## メンバーのリスト
| 名前                             | 注記 |
| -------------------------------- | --- |
| ムハンマド・オマル               | - ターリバーンの創設者で元最高指揮官 - 2013年4月にパキスタン・カラチの病院で死亡したとアフガニスタン政府が2015年7月29日に発表し、翌日にターリバーンもオマルの病死を認めた                                   |
| アフタル・ムハンマド・マンスール | - アフガニスタン・イスラム首長国時代の元航空大臣 - カンダハール州の影の知事であると考えられている - ターリバーンの最高指導者の地位をオマルから引き継いだ - 2016年5月下旬に死亡確認                          |
| ハイバトゥラー・アクンザダ       | - アフガニスタン・イスラム首長国のシャリーア裁判所の裁判長 - ターリバーンの現最高指揮官 |
| シラジュッディーン・ハッカーニ   | - ターリバーンの現共同副リーダー |
| アブドゥル・ガニ・バラダル       | - 2010年2月11日に拘束されたと報じられた - アフガニスタンのターリバーンの軍事部門を再編成したと報告された |
| アブドゥルカイユム・ザーキル     | - 以前にAbdullah Ghulam Rasoulの名前でグアンタナモに拘留されていた - 2010年2月下旬に拘束されたと報じられた - 未だ逃走中であり、アブドゥル・ガニ・バラダルの後継者候補であると報じられている                 |
| Abdul Rauf                       | - 2010年2月下旬に拘束されたと報じられた - 「アフガニスタン北東部のターリバーンの元最高作戦指揮官」であったと報じられている - また、グアンタナモの元捕虜で、捕虜になった時はまだ20歳であったと報じられている |
| Mir Muhammad                     | - ターリバーンの「バグラーン州の影の知事」であると報じられた - 2010年1月26日にファイサラーバードで拘束されたと報道                                                                                          |
| Abdul Salam                      | - ターリバーンの「クンドゥーズ州の影の知事」であることが報じられた - 2010年1月下旬に拘束されたと報じられた                                                                                                  |
| Abdul Kabir                      | - ターリバーンの「ナンガルハール州の影の知事」であると報じられた - 2010年2月にノウシェラで拘束されたと報じられた                                                                                            |
| ムハンマド・ハッサン・アフンド   | - 「ターリバーン政権の元外務大臣」であったと報じられた - 2010年2月下旬に拘束されたと報道 |
| Ahmad Jan Akhundzada             | - 「ザーブル州の元知事」であると報じられている - 2010年2月下旬に拘束されたと報じられた |
| Muhammad Younis                  | - ターリバーン支配中に「カーブルで警察署長を務めた爆発物の専門家」であると報じられた。 - 2010年2月下旬に拘束されたと報じられた                                                                              |
| Mohammad Hasan Rahmani           | - カンダハール州の元知事 |
| Hafiz Abdul Majeed               | - 「アフガニスタン諜報機関の元トップ及びアフガニスタン南部の増派指揮官」であると報じられている |
| Amir Khan Muttaqi                | - ターリバーン政権の元大臣であると報じられている |
| Agha Jan Mutasim                 | - ターリバーンの政治問題の責任者であると報じられている |
| Abdul Jalil                      | - 「ターリバーンの影の内務省のトップ」であると報じられている |
| Abdul Latif Mansoor              | - 「パクティーカー州とホースト州のマンスール・ネットワークの司令官」であると報じられている |
| Abdur Razaq Akhundzada           | - アフガニスタン北部の元軍団司令官であると報じられている |
| Abdullah Mutmain                 | - 「過激派民兵の財政問題を現在管理するターリバーン政権時代の元大臣」であると報じられている |
| Agha Jan Motasim                 | - ターリバーンの元財務大臣 - 政治委員会委員長であったが、2009年に汚職の噂を受けて地位を剥奪された。この時にシューラから追放された可能性がある                                                               |